# Stylist
Stylist é uma revista destinada ao público feminino, tratando de assuntos como beleza, moda, estilo de vida e entretenimento. Situada em Londres, foi fundada em 7 de outubro de 2009 e, atualmente, pertence ao Stylist Group, sendo editada de forma semanal. Entre julho e dezembro de 2020, estima-se que tenha distribuído cerca de 404 mil unidades, tornando-se uma das mais populares publicações do Reino Unido, de acordo com a Audit Bureau of Circulations (ABC).